# Сидоренко Олександр Олексійович
Олекса́ндр Олексійович Сидоре́нко  (*14 червня 1907, село Основа біля Харкова) — український архітектор.

## Біографія
1930 року закінчив Харківський художній інститут.
Відбудовував разом з іншими міста Тернопіль, Краснодон, Миколаїв (1943—1948).
Архітектурні роботи при будові пам'ятників Леніну в Дніпропетровську та Харкові, «Молода гвардія» у Краснодоні та ін.
Праці та статті з будівництва.